# Sugpon
Sugpon est une municipalité de 5e classe située dans la province d'Ilocos Sur aux Philippines. Selon le recensement de 2010 elle est peuplée de 3 820 habitants.

## Barangays
Sugpon est divisée en 6 barangays.
- Balbalayang
- Banga
- Calipayan
- Caoayan
- Danac
- Licungan
- Nagawa
- Pangotan
- Poblacion